# Edsvalla
Edsvalla – miejscowość (tätort) w Szwecji, w regionie administracyjnym (län) Värmland, w gminie Karlstad.
Według danych Szwedzkiego Urzędu Statystycznego liczba ludności wyniosła: 720 (31 grudnia 2015), 736 (31 grudnia 2018) i 717 (31 grudnia 2019).